# Synergie de la mer Noire
La Synergie de la mer Noire est une initiative de coopération lancée par l'Union européenne (UE) à destination des États riverains de la région de la mer Noire. Cette démarche qui s'inscrit dans le cadre de la Politique européenne de voisinage (PEV) vise à renforcer l'impact des instruments de coopération existants (procédure d'adhésion de la Turquie, Partenariat oriental et partenariat stratégique avec la Russie) et des initiatives sectorielles (coopération sur le Danube, gouvernance régionale, transports, énergie, etc.).

## Histoire
La Commission européenne et la présidence allemande du Conseil de l'UE ont présenté le 11 avril 2007 une nouvelle initiative de coopération régionale, à la suite du nouvel élargissement qui permet à la Roumanie et à la Bulgarie d'intégrer l'UE. Celle-ci vise à « développer la coopération avec les pays voisins du pourtour de la Mer Noire richement dotés en pétrole, à intensifier les relations de l'UE avec les voisins du pourtour de la mer Noire et à stabiliser la région ».
La Synergie de la mer Noire est officiellement lancée le 14 février 2008, à Kiev, à l'occasion d'une réunion des ministres des Affaires étrangères des États membres de l'UE et des États partenaires (les États riverains de la mer noire, ainsi que l'Arménie, l'Azerbaïdjan, et la Moldavie). La Synergie s'appuie sur des programmes et initiatives communautaires déjà existants et vient compléter les autres structures de coopération régionale dans le voisinage de l'UE (Partenariat Euromed, Partenariat oriental et à la Dimension septentrionale) ; son financement est également assuré par des structures dédiées et préalablement établies : IEVP, FEDER, BERD, BEI et Banque du commerce et du développement de la mer Noire.
Afin de remplir ses objectifs, la Synergie s'appuie également sur des organisations de coopération régionale (Organisation de coopération économique de la mer Noire (CEMN) et Forum de la mer Noire), ainsi que sur les efforts des pays souhaitant obtenir des accords de libre-échange avec l'UE, les échanges universitaires dans le cadre des programmes Erasmus Mundus et TEMPUS ou encore d'entreprises liées au développement des infrastructures locales, notamment dans les domaines de l'énergie, des transports et de l'environnement.
La participation de la Russie est suspendue depuis l'invasion de l'Ukraine en 2022.

## Objectifs
- États membres
- Candidats reconnus
- Candidats potentiels
- Partenariat oriental
- Accord de partenariat et de coopération avec la Russie
- États membres de l'Association européenne de libre-échange
- Partenariat Euromed
- Autres pays de l'UPM

Les principaux objectifs fixés par la Commission portent sur la bonne gouvernance (démocratie, justice, droits de l'Homme, etc.), la circulation des biens et des personnes et la sécurité, l'énergie (notamment via les réseaux de gazoducs et d'oléoducs), les transports, l'environnement, la politique maritime, la pêche, le commerce, la recherche, l'éducation, l'emploi, les affaires sociales, la science et la technologie,. 
La proximité immédiate de cette région et donc de l'UE avec les Balkans, l'Asie centrale et le Proche-Orient traduit des enjeux divers : approvisionnement en matières premières et hydrocarbures des États membres à l'est, transport maritime via la mer de Marmara, problèmes environnementaux, tensions géopolitiques et militaires diverses, etc. C'est pourquoi l'UE a également associé des pays qui ne sont pas directement riverains de la mer Noire.

« Le moment est venu de concentrer l'attention politique au niveau régional et de revigorer les processus de coopération en cours en ouvrant un espace supplémentaire à la coopération avec la Russie, la Turquie et nos partenaires orientaux de la PEV. J'ai aussi bon espoir que Synergie mer Noire contribue à créer un meilleur climat pour résoudre les conflits gelés dans la région »

— Benita Ferrero-Waldner, commissaire européen à l'élargissement et à la politique européenne de voisinage.

## Sources

## Compléments